# Янга-Аул (Агрызский район)
Янга́-Ау́л (тат. Яңавыл) — село Агрызского района Республики Татарстан, центр Новобизякинского сельского поселения.

## История
Деревня основана в 1929 году 74 хозяйствами, переселившимися из деревни Кучуково, в 1930 году создан колхоз «Трактор».
С момента основания она находилась в Агрызском районе (с 1 февраля 1963 года по 4 марта 1964 года — в Елабужском сельском районе). С 1932 года село является центром Новобизякинского сельсовета.

## Географическое положение
Село расположено на правом берегу реки Варклед, недалеко от границы с Алнашским районом Удмуртии. Расстояние до города Агрыз составляет по автодорогам 41 км на северо-северо-восток.

### Часовой пояс
Село Янга-Аул, как и весь Татарстан, находится в часовой зоне МСК (московское время). Смещение применяемого времени относительно UTC составляет +3:00.

## Демография
По переписи 2010 года в селе проживало 325 человек (165 мужчин, 160 женщин).
| 1938 | 1958 | 1970 | 1979 | 1989 | 2002 | 2010 |
| ---- | ---- | ---- | ---- | ---- | ---- | ---- |
| 517  | 362  | 422  | 396  | 340  | 331  | 325  |

Национальный состав
Согласно результатам переписи 2002 года, в национальной структуре населения татары составили 97 %.

## Инфраструктура и улицы
Имеются начальная школа — детский сад, сельский дом культуры с библиотекой, фельдшерско-акушерский пункт, почтовое отделение, 3 магазина. Действуют мечеть, участковый пункт полиции, 2 фермы КРС, зерноток, машинно-тракторный парк. Неподалёку находится кладбище.
В селе три улицы — Ленина, Молодёжная и Советская.